# یانگ جونگ آ
یانگ جونگ آ (انگلیسی: Yang Jung-a؛ زادهٔ ۲۵ ژوئیهٔ ۱۹۷۱) بازیگر اهل کره جنوبی است. وی از سال ۱۹۹۲ میلادی تاکنون مشغول فعالیت بوده است.